# Liste der Baudenkmale im Stadtbezirk Mengede
Die Liste der Baudenkmale im Stadtbezirk Mengede enthält die denkmalgeschützten Bauwerke auf dem Gebiet des Stadtbezirks Dortmund-Mengede in Nordrhein-Westfalen (Stand: 6. April 2018). Diese Baudenkmäler sind in der Denkmalliste der Stadt Dortmund eingetragen; Grundlage für die Aufnahme ist das Denkmalschutzgesetz Nordrhein-Westfalen (DSchG NRW).

Baudenkmäler sind „Denkmäler, die aus baulichen Anlagen oder Teilen baulicher Anlagen bestehen“. Die Denkmalliste der Stadt Dortmund umfasst im Stadtbezirk Mengede 79 Baudenkmäler, darunter je 21 Wohnhäuser, Villen oder Wohnsiedlungen und landwirtschaftliche Gebäude, 16 Wohn- und Geschäftshäuser, je fünf öffentliche Gebäude und Kleindenkmäler, je drei Sakralbauten und Industrieanlagen, zwei Adelssitze sowie je einen Friedhof, ein Geschäftshaus und eine Verkehrsanlage.
Weiterhin sind Haus Mengede an der Waltroper Straße 2–10 und die Kapelle Haus Westhusen an der Schloß-Westhusener-Straße als Bodendenkmäler in Teil B sowie der Straßenbahntriebwagen Nr. 290 als bewegliches Denkmal in Teil C  der Denkmalliste der Stadt Dortmund eingetragen.
Der Stadtbezirk Mengede umfasst die Ortsteile Bodelschwingh, Brüninghausen, Ellinghausen, Groppenbruch, Mengede, Mengeder Heide, Nette, Niedernette, Oestrich, Schwieringhausen und Westerfilde.

## Liste der Baudenkmäler
Die Liste umfasst falls vorhanden eine Fotografie des Denkmals, als Bezeichnung falls vorhanden den Namen, sonst kursiv den Gebäudetyp, die Adresse sowie die Eintragungsnummer der Denkmalbehörde der Stadt Dortmund. Der Name entspricht dabei der Bezeichnung durch die Denkmalbehörde der Stadt Dortmund. Abkürzungen wurden zum besseren Verständnis aufgelöst, die Typografie an die in der Wikipedia übliche angepasst und Tippfehler korrigiert.
| Bild                                  | Bezeichnung                                         | Lage                                         | Beschreibung | Bauzeit                                            | Eingetragen seit | Denkmal- nummer |
| ------------------------------------- | --------------------------------------------------- | -------------------------------------------- | --- | -------------------------------------------------- | ---------------- | --------------- |
| Wohn- und Geschäftshaus               | Wohn- und Geschäftshaus                             | Siegenstraße 9 Karte                         | |                                                    |                  | A 0043          |
| weitere Bilder                        | Sakralbau evangelische Kirche St. Remigius, Mengede | Wiedenhof 1 Karte                            | Hallenkirche als dreischiffige, einjochige Kirche mit Querschiff, Chorquadrat und Westturm. | 1250 errichtet Westturm um 1900 erneuert           |                  | A 0044          |
| weitere Bilder                        | Wasserschloss Bodelschwingh                         | Schloßstraße 75–79 Karte                     | |                                                    |                  | A 0045          |
| Widum Mengede                         | Widum Mengede                                       | Wiedenhof 11 Karte                           | |                                                    |                  | A 0046          |
| weitere Bilder                        | ehemaliges Wasserschloss Haus Westhusen             | Schloß Westhusener Straße 71 Karte           | |                                                    |                  | A 0047          |
| Widum Mengede                         | Widum Mengede                                       | Wiedenhof 8 Karte                            | |                                                    |                  | A 0048          |
| Widum Mengede                         | Widum Mengede                                       | Wiedenhof 6 Karte                            | |                                                    |                  | A 0049          |
| weitere Bilder                        | Malakowturm, ehemalige Zeche Westhausen             | Bodelschwingher Straße Karte                 | |                                                    |                  | A 0088          |
| Lohnhalle, ehemalige Zeche Westhausen | Lohnhalle, ehemalige Zeche Westhausen               | Bodelschwingher Straße Karte                 | |                                                    |                  | A 0089          |
| Gut Königsmühle                       | Gut Königsmühle                                     | Ellinghauser Straße 309 Karte                | |                                                    |                  | A 0090          |
| weitere Bilder                        | ehemalige Zeche Adolf von Hansemann                 | Barbarastraße Karte                          | |                                                    |                  | A 0142          |
| weitere Bilder                        | evangelische Kirche Westerfilde Luisenkirche        | Westerfilder Straße 13 Karte                 | |                                                    |                  | A 0194          |
| landwirtschaftliches Gebäude          | landwirtschaftliches Gebäude                        | Rittershofer Straße 22 Karte                 | |                                                    |                  | A 0240          |
| Schule                                | Schule                                              | Mengeder Markt Karte                         | |                                                    |                  | A 0263          |
| Kriegerdenkmal                        | Kriegerdenkmal                                      | Adalmundstraße/Jonathanstraße Karte          | |                                                    |                  | A 0285          |
| Kriegerdenkmal                        | Kriegerdenkmal                                      | bei Deininghauser Straße 9 Karte             | |                                                    |                  | A 0286          |
| Saalbau Mengede                       | Saalbau Mengede                                     | Mengeder Markt 10 Rigwinstraße 33 Karte      | |                                                    |                  | A 0287          |
| weitere Bilder                        | evangelische Kirche St. Maria, Bodelschwingh        | Parkstraße/Zur Hunnenboke Karte              | Eine zweijochige Saalkirche in gotischen Formen mit einem eingezogenen Chor. Der Turm mit einem achtseitigen Helm steht an der Westseite. | 1312                                               |                  | A 0288          |
| weitere Bilder                        | Bahnsteigüberdachung, Bahnhof Mengede               | Castroper Straße 51 Karte                    | |                                                    |                  | A 0354          |
| Postamt, Mengede                      | Postamt, Mengede                                    | Strünkedestraße 26 Karte                     | |                                                    |                  | A 0357          |
| Widum Mengede                         | Widum Mengede                                       | Wiedenhof 5 Karte                            | |                                                    |                  | A 0386          |
| ehemaliges Pfarrhaus                  | ehemaliges Pfarrhaus                                | Freihofstraße 3 Karte                        | |                                                    |                  | A 0389          |
| Wohn- und Geschäftshaus               | Wohn- und Geschäftshaus                             | Williburgstraße 27 Karte                     | Gaststätte Ellinghaus nun Heimathaus am Widum | Schon 1666 sei das Gebäude urkundlich nachgewiesen |                  | A 0394          |
| Brunnen                               | Brunnen                                             | Mengeder Markt Karte                         | |                                                    |                  | A 0396          |
| landwirtschaftliches Gebäude          | landwirtschaftliches Gebäude                        | Mosselde 137 Karte                           | |                                                    |                  | A 0400          |
| Wohnhaus                              | Wohnhaus                                            | Mengeder Schulstraße 23 Karte                | |                                                    |                  | A 0465          |
| landwirtschaftliches Gebäude          | landwirtschaftliches Gebäude                        | Niedernetter Straße 62 Karte                 | |                                                    |                  | A 0466          |
| landwirtschaftliches Gebäude          | landwirtschaftliches Gebäude                        | Deininghauser Straße 8 Karte                 | |                                                    |                  | A 0467          |
| landwirtschaftliches Gebäude          | landwirtschaftliches Gebäude                        | Deininghauser Straße 39 Karte                | |                                                    |                  | A 0468          |
| Wohn- und Geschäftshaus               | Wohn- und Geschäftshaus                             | Siegenstraße 7 Karte                         | Ein 3-geschossiger Putzbau, dessen Jugendstil-Fassade mit einer Mischung von Historismus und Reformstil | 1914                                               |                  | A 0469          |
| Wohnhaus                              | Wohnhaus                                            | Williburgstraße 14 Karte                     | |                                                    |                  | A 0470          |
| Wohnhaus                              | Wohnhaus                                            | Williburgstraße 23 Karte                     | |                                                    |                  | A 0471          |
| Wohn- und Geschäftshaus               | Wohn- und Geschäftshaus                             | Schragmüllerstraße 65 Karte                  | |                                                    |                  | A 0472          |
| Wohnhaus                              | Wohnhaus                                            | Deininghauser Straße 53 Karte                | |                                                    |                  | A 0473          |
| landwirtschaftliches Gebäude          | landwirtschaftliches Gebäude                        | Eckei 96a Karte                              | |                                                    |                  | A 0474          |
| Wohn- und Geschäftshaus               | Wohn- und Geschäftshaus                             | Freihofstraße 2 Karte                        | |                                                    |                  | A 0475          |
| weitere Bilder                        | landwirtschaftliches Gebäude                        | Große Riedbruchstraße 1 Karte                | |                                                    |                  | A 0476          |
| landwirtschaftliches Gebäude          | landwirtschaftliches Gebäude                        | Mengeder Straße 607 Karte                    | |                                                    |                  | A 0477          |
| Wohnhaus                              | Wohnhaus                                            | Mengeder Straße 674 Karte                    | |                                                    |                  | A 0478          |
| landwirtschaftliches Gebäude          | landwirtschaftliches Gebäude                        | Mosselde 149 Karte                           | |                                                    |                  | A 0480          |
| Wohnhaus                              | Wohnhaus                                            | Parkstraße 12 Karte                          | |                                                    |                  | A 0482          |
| landwirtschaftliches Gebäude          | landwirtschaftliches Gebäude                        | Schloßstraße 49 Karte                        | |                                                    |                  | A 0483          |
| landwirtschaftliches Gebäude          | landwirtschaftliches Gebäude                        | Schloßstraße 51 Karte                        | |                                                    |                  | A 0484          |
| landwirtschaftliches Gebäude          | landwirtschaftliches Gebäude                        | Schwieringhauser Straße 16 Karte             | |                                                    |                  | A 0485          |
| Wohnhaus                              | Wohnhaus                                            | Williburgstraße 9 Karte                      | |                                                    |                  | A 0486          |
| Wohn- und Geschäftshaus               | Wohn- und Geschäftshaus                             | Williburgstraße 10 Karte                     | |                                                    |                  | A 0487          |
| Wohn- und Geschäftshaus               | Wohn- und Geschäftshaus                             | Williburgstraße 11 Karte                     | |                                                    |                  | A 0488          |
| Wohn- und Geschäftshaus               | Wohn- und Geschäftshaus                             | Williburgstraße 19 Karte                     | Fachwerkgebäude, zwei geschossiges Haus mit ausgebautem Satteldach und einem quergestellten Anbau mit Giebel. Zur Südseite ist das Obergeschoss verschiefert. Das zweiseitig von Straßen umgebene Haus ist im Erdgeschoss völlig durch einen Ladeneinbau verändert und gänzlich verklinkert. Im Fachwerkbereich zur Aussteifung lange Streben über drei Gefache, im Dachbereich einige Schleppgauben.                                                               | 19. Jahrhundert                                    |                  | A 0490          |
| Wohnhaus                              | Wohnhaus                                            | Williburgstraße 21 Karte                     | |                                                    |                  | A 0491          |
| Wohnhaus                              | Wohnhaus                                            | Williburgstraße 25 Karte                     | |                                                    |                  | A 0492          |
| Wohn- und Geschäftshaus               | Wohn- und Geschäftshaus                             | Castroper Straße 68 Karte                    | |                                                    |                  | A 0494          |
| Wohn- und Geschäftshaus               | Wohn- und Geschäftshaus                             | Castroper Straße 85 Karte                    | |                                                    |                  | A 0495          |
| Wohnhaus                              | Wohnhaus                                            | Castroper Straße 132 Karte                   | |                                                    |                  | A 0496          |
| Wohn- und Geschäftshaus               | Wohn- und Geschäftshaus                             | Siegenstraße 6 Karte                         | |                                                    |                  | A 0497          |
| landwirtschaftliches Gebäude          | landwirtschaftliches Gebäude                        | Deininghauser Straße 10 Karte                | |                                                    |                  | A 0498          |
| landwirtschaftliches Gebäude          | landwirtschaftliches Gebäude                        | Deininghauser Straße 1 Karte                 | |                                                    |                  | A 0499          |
| Villa                                 | Villa                                               | Siegenstraße 11 Karte                        | |                                                    |                  | A 0500          |
| Gemeindehaus                          | Gemeindehaus                                        | Wiedenhof 2 Karte                            | |                                                    |                  | A 0501          |
| Widum Mengede                         | Widum Mengede                                       | Wiedenhof 3 Karte                            | |                                                    |                  | A 0503          |
| Widum Mengede                         | Widum Mengede                                       | Wiedenhof 7 Karte                            | |                                                    |                  | A 0505          |
| Wohn- und Geschäftshaus               | Wohn- und Geschäftshaus                             | Castroper Straße 65 Karte                    | |                                                    |                  | A 0515          |
| landwirtschaftliches Gebäude          | landwirtschaftliches Gebäude                        | Schloßstraße 33 Karte                        | |                                                    |                  | A 0516          |
| Wohn- und Geschäftshaus               | Wohn- und Geschäftshaus                             | Mengeder Straße 686 Karte                    | Giebelständiges Fachwerkhaus mit Krüppelwalmdach, in traditioneller Fachwerkbauweise mit langen ausgesteiften Kopf- und Fußstreben errichtetes 2-geschossiges Gebäude mit ausgebautem Dachgeschoss. | Erste Hälfte des 19. Jahrhunderts                  |                  | A 0517          |
| Verwaltungsstelle                     | Verwaltungsstelle                                   | Am Amtshaus 1 Karte                          | Die Vorderfront des Gebäudes ist im Stile der Frührenaissance mit moderner Formgebung hergestellt und unter Verwendung von Basaltlava für die Sockel zu einem großen Teil mit Tuffstein verblendet. Die freien Flächen der Front haben Zementputz erhalten. Die übrigen Fronten des Hauses sind in schlichtem Ziegelrohbau mit Putzflächen ausgebildet. In der Vorderfront erkennt man durch den hohen Giebel mit dem großen fünfteiligen Fenster den Sitzungssaal. | 1904                                               |                  | A 0518          |
| Wohnhaus                              | Wohnhaus                                            | Am Amtshaus 20 Karte                         | |                                                    |                  | A 0526          |
| Wohn- und Geschäftshaus               | Wohn- und Geschäftshaus                             | Am Amtshaus 16 Karte                         | |                                                    |                  | A 0527          |
| Wohn- und Geschäftshaus               | Wohn- und Geschäftshaus                             | Am Amtshaus 18 Karte                         | |                                                    |                  | A 0528          |
| landwirtschaftliches Gebäude          | landwirtschaftliches Gebäude                        | Altmengeder Straße 119 Karte                 | |                                                    |                  | A 0529          |
| Wohn- und Geschäftshaus               | Wohn- und Geschäftshaus                             | Am Amtshaus 7 Karte                          | |                                                    |                  | A 0535          |
| landwirtschaftliches Gebäude          | landwirtschaftliches Gebäude                        | Richterstraße 13 Karte                       | |                                                    |                  | A 0543          |
| Gut Altmengede                        | Gut Altmengede                                      | Eckei 167/169 Karte                          | |                                                    |                  | A 0549          |
| BW                                    | Kriegerdenkmal                                      | Groppenbruch/Königsheide Karte               | |                                                    |                  | A 0577          |
| Gaststätte Volksgarten                | Gaststätte Volksgarten                              | Eckei 96 Karte                               | |                                                    |                  | A 0670          |
| landwirtschaftliches Gebäude          | landwirtschaftliches Gebäude                        | Deininghauser Straße 6 Karte                 | |                                                    |                  | A 0676          |
| landwirtschaftliches Gebäude          | landwirtschaftliches Gebäude                        | Im Dahl 7 Karte                              | |                                                    |                  | A 0691          |
| Wohnhaus                              | Wohnhaus                                            | Am Amtshaus 24 Castroper Straße 42 Karte     | |                                                    |                  | A 0748          |
| weitere Bilder                        | Hansemann                                           | Hansemannstraße 18–80 (gerade), 84, 86 Karte | |                                                    |                  | A 0922          |
| jüdischer Friedhof Mengede            | jüdischer Friedhof Mengede                          | Groppenbrucher Straße Siegenstraße Karte     | |                                                    |                  | A 0999          |
| weitere Bilder                        | Kriegerdenkmal                                      | Bürenstraße Karte                            | |                                                    |                  | A 1005          |